# Ресторан Кумбара
„Кумбара“ је ресторан који је до 2017. године постојао на адреси Генерал Жданова (Булевар ЈНА) 36, Јајинци, општина Вождовац, у Београду.

## Локација
Ресторан "Кумбара" налазио се на путу ка Авали, у подножју планине, на 10. километру од центра града Београда. 
Затворен је 2017. године, са планом поновног отварања у центру града.

## Изглед ресторана
То је био национални ресторан, са могућностима за организовање венчања, пословних догађаја и семинара. Имао је три сале и могућност њиховог спајања у један велики простор, као и пространу терасу у хладу великог дрвећа.
Специјалне карактеристике ресторана биле су: топ "кумбара", споменик паприци, мозаик лесковачког сепета.

### Топ кумбара
У речнику “Турцизми у српскохрватском језику” А. Шкаљића наводи се стих из народне песме: “Из кудуза топа великога, што кумбару у градове баца.” Ова реч је код нас стигла преко Турака у овом значењу, мада на персијском она значи и мали ћуп, ћупић а топови српских устаника у 19. веку били у облику дугих ћупова који су се пунили куглама и палили на фитиљ. Устаници су их правили и од дрвета, а Турци, Аустријанци и други увелико су их изливали од метала. У сваком случају, кумбара је данас код нас најпознатија као топ који су, у Првом српском устанку, користили Карађорђеви устаници. Предвиђен је да га тројица носе, један напред, двојица позади. Направљен од трешњиног дебла, окован и удубљен у средини, и из њега су, кажу, на Турке испаљивали набијани барут. На платформи је урезано да је реч о првом српском топу, “кумбари М-1804”, калибра 50 милиметара. У специјалним приликама из топа редовно пуцају знаменити људи, а нарочито радознали гости из иностранства, који посетом ресторана Кумбара могу да сазнају много о историји нашег народа.

### Споменик - паприка
Бронзана биста, споменик омиљеном српском поврћу, рад је вајара Миленка Мандића и висока више од метар, и има сва споменичка обележја. На постољу пише: “У Београд к`о у Лесковац”, да госте подсети на крај који паприка деценијама прославља – Лесковац.

### Лесковачки сепет
Најлепши зид у ресторану Кумбара краси мозаик од петнаест квадратних метара или чак тридесет пет хиљада керамичких делића. То је рад уметника Радована Трнавца Миће, а на њему је представљена лесковачка корпа пуна разнобојних паприка, које се расипају около, што је заштитни знак лесковачког краја, као и овог ресторана.

## Историја
Кућа од око 250 квадрата у којој је био ресторан „Кумбара” изграђена је давне 1836. године и у њој се првобитно налазила турска механа. Касније је она мењала намену тако да је после Другог светског рата у тој згради био срез за околна села, затим судница, а онда је опет постала кафана под именом „Леп изглед”. После тога ресторан прелази у најам угоститељског предузећа „Балкан”. Они му и дају име по првом српском топу, а од 1997. године постаје власништво Јовице Павловића. Ресторан је престао да ради у септембру 2017, али је простор остао у власништву Павловића, који га је дао под закуп трговинској фирми.
У ресторан у коме је радио Драги Буре (Миоград Глигоријевић) чувени родоначелник лесковачког роштиља у Београду, свраћале су многе познате личности. Постоји књига стара 45 година и у њој је забележено ко је све гостовао у „Кумбари” - Вили Брант, Валери Жискар Дестен, Бен Бела, Мате Парлов, чланови московског оркестра Глинка, Слободан Унковић, Владе Дивац, Драган Стојковић Пикси, Лане Гутовић, Здравко Чолић и др.

## Угоститељска понуда
Богат јеловник садржао је велики избор јела, посебно роштиља, јела од разних врста меса, оброк салате, рибе, дезерте и палачинке. И наравно, чувени лесковачки воз, мали (3 ћевапа, пљескавица, вешалица) и велики (5 ћевапа, пљескавица, вешалица, џигерица у марамици, кобасица, уштипак).

## Галерија
- Топ карађорђевих устаника − кумбара
- Споменик паприци
- Билтен ресторана "Кумбара"
- Билтен ресторана "Кумбара"